# Phthiracarus koumantanosi
Phthiracarus koumantanosi är en kvalsterart som beskrevs av Wojciech Niedbała 1983. Phthiracarus koumantanosi ingår i släktet Phthiracarus och familjen Phthiracaridae. Inga underarter finns listade i Catalogue of Life.